# Registrar
Il registrar, nell'ambito delle reti, è una figura che, in base ad un contratto con il registro di uno dei domini di primo livello, può gestirli per conto degli utenti finali, cosa di cui il registro stesso non si occupa.
I registrar sono di norma aziende che forniscono servizi legati alla rete, dal normale hosting alla creazione e gestione di interi siti web, passando per altri servizi specializzati. Dette aziende versano al registro una quota in base alle operazioni effettuate.

## Trasferimento di un dominio
Il trasferimento di un dominio è il processo che cambia il registrar designato in precedenza.
L'ICANN ha stilato una procedura base per il trasferimento:
- L'utente finale verifica che il contatto admin whois sia corretto, in particolare l'indirizzo email; ottiene il codice di autenticazione EPP dal precedente registrar, e rimuove ogni blocco al dominio eventualmente piazzato durante la registrazione. Se il whois non è aggiornato, l'utente finale deve aspettare fra le dodici e le ventiquattro ore affinché la procedura si aggiorni e completi.
- L'utente contatta il nuovo registrar per trasferire il nome dominio al loro servizio e fornisce il codice di autenticazione.
- Il nuovo registrar deve ottenere espressa autorizzazione dal proprietario del nome registrato (noto anche come registrant). Un trasferimento può procedere solo se la conferma è avvenuta.
- Il vecchio registrar contatterà l'utente per confermare l'autenticità della richiesta.
- Il vecchio registrar rilascerà il controllo al nuovo registrar.
- Il nuovo registrar notificherà all'utente l'avvenuto trasferimento.

Dopo questo processo, il nuovo registrar è ufficialmente il registrar designato per quel nome dominio. Il processo può durare circa cinque giorni, anche se in alcuni casi il vecchio registrar può rallentare intenzionalmente la procedura. Dopo un trasferimento avvenuto con successo, il dominio non può essere trasferito nuovamente per 60 giorni, eccetto il ritorno al precedente registrar.